# キルギスの文化
キルギスの文化（キルギスのぶんか）はキルギス人を最大の集団とする様々な民族集団と文化が融合して出来上がったものである。一般的には、キルギスには40の部族があると考えられており、国旗の中央にある40本の光条の入った黄色い太陽はこの40の部族を表している。この線はユルトを代表しているとも言われる。キルギスの主な宗教はイスラム教のスンナ派 (91％)である。また、キルギスに暮らすロシア人の間ではロシア正教会が一番信仰を集めている。

## 言語
キルギスはキルギス・ソビエト社会主義共和国を引き継いだ後、2つの公用語、ロシア語とキルギス語を制定した。ソビエト連邦崩壊後の1997年、政府の公式文書や商用利用において使用される公用語をキルギス語にする決定がなされた。ロシア語は未だに広く使用されており、キルギス人でない人々はそのほとんどがキルギス語話者ではないため、彼らは「キルギス化」を強制されることに反対している。  
キルギスは全国民に教育の機会を与える伝統から98.7％と高い識字率を誇る。しかし、ソビエト連邦の教育システムを再構築する意欲的な教育プログラムは教育予算不足や教師の不足により頓挫している。9歳以上の子供は就学が必須である。キルギス語は教育の場で使用される機会が増えているものの、ロシア語からキルギス語への移行は教科書の不足により頓挫している。現場ではロシア語を第二言語として使用し続ける例、リングワ・フランカ (共通語) として英語を代わりに使用する例が見られる。

## 人口
1999年、キルギス国内の民族別の人口の割合は64.9％のキルギス人を筆頭として、ウズベク人13.8％、ロシア人12.5％、タタール人1.9％、中国人ムスリムとして知られるドンガン人の人口が1.1％、ウクライナ人が1％であり、その他にヴォルガ・ドイツ人が小規模なコミュニティを形成している。他に政治的な面から人口の増加が予想される民族にウイグル人がある。現在キルギス国内のウイグル人の人口は約36,000人に過ぎないが、約185,000人が隣国のカザフスタンに暮らしている。ウイグル人はキルギスの北東部に当たる中国の新疆ウイグル自治区でも大多数を占めており、その人口はおよそ2400万人であった。

## 文学
マナスはキルギス人に伝わる伝統口承文学であり、詩の中で先祖の英雄を詠み上げる。50万行以上から構成されるこの詩はホメーロスのオデュッセイアの20倍以上の長さがあり、世界で最も長い詩とされる。詩の内容は9世紀、キルギスの独立を守るために契丹人やカルムイク人と戦った英雄マナスとその子孫たちを称えるものである。

## 織物

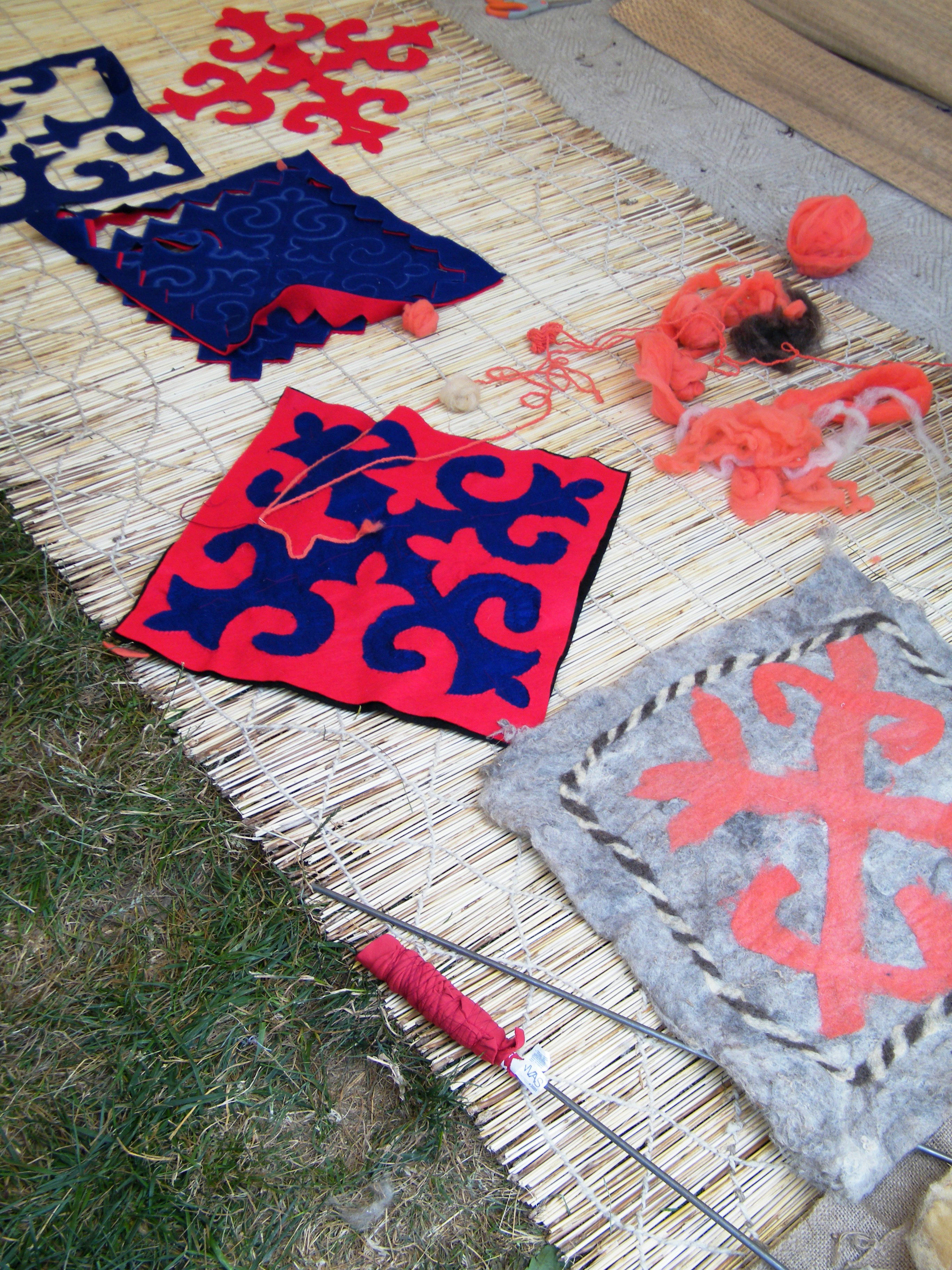
キルギスのフェルトラグ

キルギスの女性は様々な種類の織物を作るが、それらの多くは羊のフェルトから作られる。古くから作られてきた刺繍の模様は現代では旅行者や外国市場に合わせて改良されているが、全てのユルトに取り付けられているような伝統的な作成方法は未だに健在であり、ほとんどのユルトに「シルダクス (shirdaks)」と呼ばれる手作りの絨毯がある。
トゥシュ・キィズは精巧な刺繍が特徴の大型の壁掛け布で、伝統的にキルギスやカザフスタンで作られる。この布は子供の結婚を祝う成人女性によって作成される。
色やデザインはキルギスの伝統や地方の生活のシンボルと成るものから採られる。花、植物、動物、整形した角、国のデザイン、キルギス人の生活のエンブレムといったものが刺繍としてよく利用される。作成に年月を要した織物では、作品を完成させた者の氏名や完成した日時などが刺繍として縫い込まれることもある。トゥシュ・キィズはユルトに吊るすか、結婚した夫婦のベッドに飾られる。これはキルギスの伝統に対する誇りを象徴している。
「xxx」と呼ばれる平型のクッションは通常は対で作られる。これらはどの椅子の座席にも取り付けられている。

## 料理
キルギス料理は多くの点で中央アジアの他の国と似ており、特にカザフスタン料理と類似点が多い。伝統的なキルギス料理はマトンや馬肉、様々な乳製品を多く用いる。料理技術やキルギス料理で多用される素材はキルギスが遊牧民としての生活を何世紀にもわたって送ってきたことに大きな影響を受けている。従って、ほとんどの料理技術は食品の長期保存を可能にするような技術となっている。マトンは一番よく用いられる素材であるものの、多くのキルギス人は日常的に使用するほどの余裕はない。
キルギスでは多くの異なる国・地域の料理を楽しむことができる。ビシュケク, オシ, ジャララバード、カラコルといった大都市では、キルギス料理、国外の料理を問わず様々な料理を見かけることができる。屋台や村などでは、キルギス料理が占める割合が多い。地方の料理は通常油や羊脂で香り付けされており、地方の人々の間では美味で健康によい料理であると考えられている。
ピラフ (パロー - paloo) はキルギスの国民食であり、緑茶は国民の間で広く飲まれている飲料となっている。

## 風習
違法ではあるが実際に行われている風習として誘拐婚がある。もともとは家族に結婚を反対された際の手段として両者合意の上で行うものであったが、20世紀に入ると男性側が一方的に女性を誘拐する犯罪に変化している。